# Biserica „Sfântul Arhanghel Mihail” din Boghenii Vechi
Biserica „Sf. Arhanghel Mihail” este o biserică amplasată în Boghenii Vechi, raionul Ungheni, Republica Moldova. Este un monument arhitectural de importanță națională inclus în Registrul monumentelor Republicii Moldova ocrotite de stat cu nr. 1591 (raionul Ungheni). Datează din 1866.